# Miyuki Izumi
Pour les articles homonymes, voir Izumi (homonymie).
Miyuki Izumi (泉 美幸, Izumi Miyuki), née le 31 mai 1975, est une joueuse internationale de football japonaise.

## Biographie
Le 16 mai 1996, elle fait ses débuts dans l'équipe nationale japonaise contre les États-Unis. Elle participe à la Jeux olympiques d'été 1996. Elle compte 5 sélections en équipe nationale du Japon.

## Statistiques
Le tableau ci-dessous présente les statistiques de Miyuki Izumi en équipe nationale
| Équipe du Japon | Équipe du Japon | Équipe du Japon |
| Année           | Matchs          | Buts            |
| --------------- | --------------- | --------------- |
| 1996            | 5               | 0               |
| Total           | 5               | 0               |